# Carex festucacea
Carex festucacea är en halvgräsart som beskrevs av Christian Schkuhr och Carl Ludwig von Willdenow. Carex festucacea ingår i släktet starrar, och familjen halvgräs. Inga underarter finns listade i Catalogue of Life.

## Bildgalleri

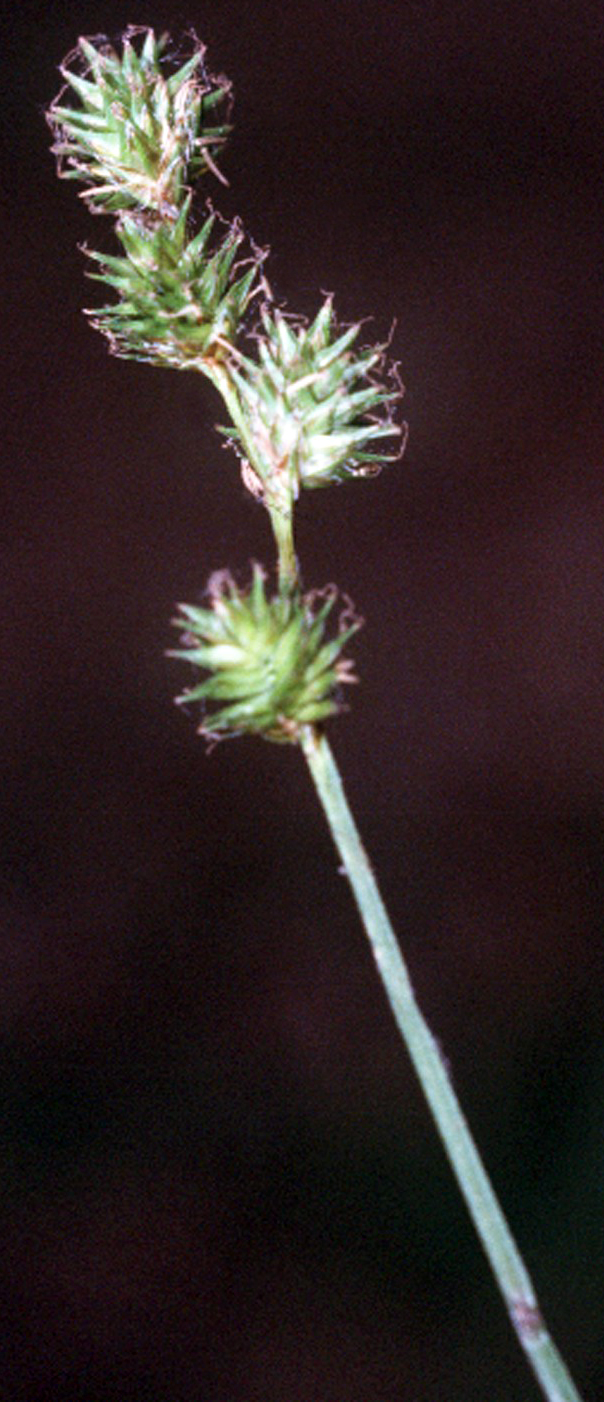